# Julia Stranne
Julia Stranne fue una deportista sueca que compitió en tiro con arco, en la modalidad de arco recurvo. Ganó cuatro medallas en el Campeonato Mundial de Tiro con Arco al Aire Libre entre los años 1938 y 1946.

## Palmarés internacional
| Campeonato Mundial al Aire Libre | Campeonato Mundial al Aire Libre | Campeonato Mundial al Aire Libre | Campeonato Mundial al Aire Libre |
| Año                              | Lugar                            | Medalla                          | Prueba                           |
| -------------------------------- | -------------------------------- | -------------------------------- | -------------------------------- |
| 1938                             | Londres (Reino Unido)            | Medalla de bronce                | Equipo                           |
| 1939                             | Oslo (Noruega)                   | Medalla de bronce                | Equipo                           |
| 1946                             | Estocolmo (Suecia)               | Medalla de plata                 | Individual                       |
| 1946                             | Estocolmo (Suecia)               | Medalla de plata                 | Equipo                           |